# Gislev Sogn
Gislev Sogn er et sogn i Midtfyn Provsti (Fyens Stift).
I 1800-tallet var Ellested Sogn, der hørte til Vindinge Herred, anneks til Gislev Sogn, der hørte til Gudme Herred. Begge herreder hørte til Svendborg Amt. Gislev-Ellested sognekommune blev senere delt, så hvert sogn dannede sin egen sognekommune. Ved kommunalreformen i 1970 blev Ellested indlemmet i Ørbæk Kommune, der ved strukturreformen i 2007 indgik i Nyborg Kommune. Og Gislev blev indlemmet i Ryslinge Kommune, der ved strukturreformen indgik i Faaborg-Midtfyn Kommune.
I Gislev Sogn ligger Gislev Kirke.
I sognet findes følgende autoriserede stednavne:
- Dong (bebyggelse)
- Fjellerup (bebyggelse, ejerlav)
- Gislev (bebyggelse, ejerlav)
- Gislev Holme (bebyggelse, ejerlav)
- Grønbanke (areal)
- Havrevænget (bebyggelse)
- Herbæk Huse (bebyggelse)
- Holmemose (bebyggelse)
- Hyldshuse (bebyggelse)
- Lamdrup (bebyggelse, ejerlav)
- Lamdrupvej (bebyggelse)
- Mosevej (bebyggelse)
- Nyhave (bebyggelse)
- Nørremark (bebyggelse)
- Ravndrup (bebyggelse, ejerlav)
- Ravndrup Vænge (bebyggelse)
- Sandager (bebyggelse, ejerlav)
- Sandager Kohave (bebyggelse)
- Strarup (bebyggelse)
- Sveltekrog (bebyggelse)
- Sølt (bebyggelse)